# فابيان مويانو
فابيان مويانو (بالإسبانية: Fabián Moyano)‏ (2 يناير 1986 في الأرجنتين - ) هو لاعب كرة قدم أرجنتيني في مركز حراسة المرمى. لعب مع أتلتيكو أتلانتا وبوكا جونيورز وDeportes Iberia ‏ ولوتا شفاغر ‏ وسان لويس دي كويلوتا وبويرتو مونت ‏.

## وصلات خارجية
- فابيان مويانو على موقع قاعدة بيانات كرة القدم.إي يو (الإنجليزية)
- فابيان مويانو على موقع Soccerway.com (الإنجليزية)
- فابيان مويانو على موقع AS.com (الإسبانية)